# جیمز برگسون
جیمز برگسون (انگلیسی: James Bergeson؛ زادهٔ march ۲۱, ۱۹۶۱ (۶۴ سال)) ورزشکار واترپلو اهل ایالات متحده آمریکا است.
وی در مسابقات کشوری و بین‌المللی در مجموع برندهٔ ۱ مدال نقره شده‌است.